# Comuna Hărman, Brașov
Hărman, mai demult Herman (în dialectul săsesc Huntschprich, în germană Honigberg, în trad. "Muntele mierii", în maghiară Szászhermány, în latină Mons Mellis) este o comună în județul Brașov, Transilvania, România, formată din satele Hărman (reședința) și Podu Oltului.

## Demografie
Componența etnică a comunei Hărman
     Români (81,93%)
     Maghiari (1,94%)
     Romi (1,22%)
     Alte etnii (1,02%)
     Necunoscută (13,89%)
Componența confesională a comunei Hărman
     Ortodocși (74,59%)
     Romano-catolici (2,22%)
     Penticostali (2,01%)
     Alte religii (5,72%)
     Necunoscută (15,46%)
Conform recensământului efectuat în 2021, populația comunei Hărman se ridică la 7.154 de locuitori, în creștere față de recensământul anterior din 2011, când fuseseră înregistrați 5.402 locuitori. Majoritatea locuitorilor sunt români (81,93%), cu minorități de maghiari (1,94%) și romi (1,22%), iar pentru 13,89% nu se cunoaște apartenența etnică. Din punct de vedere confesional, majoritatea locuitorilor sunt ortodocși (74,59%), cu minorități de romano-catolici (2,22%) și penticostali (2,01%), iar pentru 15,46% nu se cunoaște apartenența confesională.

## Politică și administrație
Comuna Hărman este administrată de un primar și un consiliu local compus din 15 consilieri. Primarul, Onoriu-Aurelian Velican[*], de la Partidul Național Liberal, este în funcție din octombrie 2020. Începând cu alegerile locale din 2024, consiliul local are următoarea componență pe partide politice:
|  | Partid                          | Consilieri | Componența Consiliului | Componența Consiliului | Componența Consiliului | Componența Consiliului | Componența Consiliului | Componența Consiliului |
|  | ------------------------------- | ---------- | ---------------------- | ---------------------- | ---------------------- | ---------------------- | ---------------------- | ---------------------- |
|  | Partidul Național Liberal       | 6          |                        |                        |                        |                        |                        |                        |
|  | Alianța Dreapta Unită           | 5          |                        |                        |                        |                        |                        |                        |
|  | Partidul Social Democrat        | 2          |                        |                        |                        |                        |                        |                        |
|  | Alianța pentru Unirea Românilor | 1          |                        |                        |                        |                        |                        |                        |
|  | Donici Nicolae-Eugen            | 1          |                        |                        |                        |                        |                        |                        |

## Primarii comunei
- 1996[8] - 2000 - Nan Nicolae, de la PDSR
- 2000[9] - 2004 - Dișor Mihai, de la PNL
- 2004[10] - 2008 - Dișor Mihai, de la PNL
- 2008[11] - 2012 - Dișor Mihai, de la PNL
- 2012[12] - 2016 - Dișor Mihai, de la ACD
- 2016[13] - 2020 - Dișor Mihai, de la PNL
- 2020[14] - 2024 - Velican Onoriu-Aurelian, de la PNL